# 2011 în științifico-fantastic
- 2010 în științifico-fantastic — 2011 în științifico-fantastic — 2012 în științifico-fantastic

2011 în științifico-fantastic implică o serie de evenimente:

## Decese
- Hans Joachim Alpers (n. 1943)
- T. J. Bass (n. 1932)
- Stuart J. Byrne (n. 1913)
- John Burke (n. 1922)
- Vittorio Curtoni (n. 1949)
- Franz Josef Degenhardt (n. 1931)
- Viktor Farkas (n. 1945)
- Wolfgang Fienhold (n. 1950)
- H. G. Francis (n. 1936; Pseudonimul lui R. C. Quoos-Raabe)
- Colin Harvey (n. 1960)
- Ion Hobana (n. 1931)
- Sakyō Komatsu (n. 1931)
- Volker Krämer (n. 1955)
- Franz Kurowski (n. 1923)
- A. J. Merak (Pseudonimul lui John S. Glasby) (n. 1928)
- Theodore Roszak (n. 1933)
- Joanna Russ (n. 1937)
- William Sleator (n. 1945)
- Edward Wellen (n. 1919)
- Christa Wolf (n. 1929)

## Cărți

### Romane
- Copiii cerului de Vernor Vinge
- Vortex de Robert Charles Wilson

## Filme
| Titlu                                   | Regizor                     | Distribuție                                                           | Țara                                                                                          | Sub-Gen /Note                  |
| --------------------------------------- | --------------------------- | --------------------------------------------------------------------- | --------------------------------------------------------------------------------------------- | ------------------------------ |
| 51                                      | Jason Connery               | Bruce Boxleitner, John Shea                                           | Statele Unite ale Americii                                                                    | Groază                         |
| 6 zile pe Pământ                        | Varo Venturi                | Massimo Poggio, Laura Glavan și Marina Kazankova                      | Italia                                                                                        | Răpire extraterestră           |
| 7aam Arivu                              | A. R. Murugadoss            | Surya Sivakumar, Shruti Haasan                                        | India                                                                                         | Thriller                       |
| The Adjustment Bureau                   | George Nolfi                | Matt Damon, Emily Blunt                                               | Statele Unite ale Americii                                                                    | Romantic Thriller              |
| Another Earth                           | Mike Cahill                 | William Mapother, Brit Marling                                        | Statele Unite ale Americii                                                                    | Drama                          |
| Apollo 18                               | Gonzalo López-Gallego       | Lloyd Owen, Warren Christie                                           | Statele Unite ale Americii                                                                    | Groază                         |
| Area Q                                  | Gerson Sanginitto           | Isaiah Washington, Murilo Rosa, Tania Khalill                         | Brazilia · Statele Unite ale Americii                                                         | Thriller                       |
| Atlas Shrugged: Part I                  | Paul Johansson              | Taylor Schilling, Grant Bowler                                        | Statele Unite ale Americii                                                                    | Mister Dramatic                |
| Attack the Block                        | Joe Cornish                 | Nick Frost, Jodie Whittaker                                           | Regatul Unit al Marii Britanii și al Irlandei de Nord                                         | Acțiune Groază                 |
| Battle: Los Angeles                     | Jonathan Liebesman          | Aaron Eckhart, Michelle Rodriguez, Michael Peña, Bridget Moynahan     | Statele Unite ale Americii                                                                    | Alien invasion                 |
| Captain America: The First Avenger      | Joe Johnston                | Chris Evans, Hugo Weaving, Samuel L. Jackson                          | Statele Unite ale Americii                                                                    | Superhero                      |
| Contagion                               | Steven Soderbergh           | Matt Damon, Gwyneth Paltrow, Marion Cotillard, Kate Winslet, Jude Law | Statele Unite ale Americii                                                                    | Acțiune Thriller               |
| Cowboys & Aliens                        | Jon Favreau                 | Daniel Craig, Olivia Wilde, Harrison Ford, Sam Rockwell               | Statele Unite ale Americii                                                                    | Western                        |
| The Darkest Hour                        | Chris Gorak                 | Olivia Thirlby, Emile Hirsch                                          | Statele Unite ale Americii                                                                    | Acțiune Groază                 |
| EVA                                     | Kike Maíllo                 | Daniel Brühl, Marta Etura, Alberto Ammann                             | Spania                                                                                        | Drama                          |
| Extraterrestre                          | Nacho Vigalondo             | Michelle Jenner, Carlos Areces, Julián Villagrán, Raúl Cimas          | Spania                                                                                        | Drama                          |
| Gantz                                   | Shinsuke Sato               | Kazunari Ninomiya, Ken'ichi Matsuyama                                 | Japonia                                                                                       | Acțiune Groază                 |
| Gantz: Perfect Answer                   | Shinsuke Sato               | Kazunari Ninomiya, Ken'ichi Matsuyama                                 | Japonia                                                                                       | Acțiune Groază                 |
| Generation P                            | Victor Ginzburg             | Vladimir Epifancev, Mixail Efremov, Andrei Fomin                      | Rusia                                                                                         | Comedy Dramatic                |
| Green Lantern                           | Martin Campbell             | Ryan Reynolds, Mark Strong, Peter Sarsgaard                           | Statele Unite ale Americii                                                                    | Superhero                      |
| Hanna                                   | Joe Wright                  | Saoirse Ronan, Eric Bana, Cate Blanchett                              | Germania · Regatul Unit al Marii Britanii și al Irlandei de Nord · Statele Unite ale Americii | Transhumanist Acțiune Thriller |
| Hell                                    | Tim Fehlbaum                | Hannah Herzsprung, Lars Eidinger, Stipe Erceg                         | Germania · Elveția                                                                            | Postapocaliptic                |
| I Am Number Four                        | D. J. Caruso                | Timothy Olyphant, Alex Pettyfer, Teresa Palmer, Dianna Agron          | Statele Unite ale Americii                                                                    | Acțiune Thriller               |
| In Time                                 | Andrew Niccol               | Justin Timberlake, Olivia Wilde, Amanda Seyfried                      | Statele Unite ale Americii                                                                    | Thriller                       |
| Limitless                               | Neil Burger                 | Bradley Cooper, Abbie Cornish, Robert De Niro                         | Statele Unite ale Americii                                                                    | Mister Thriller                |
| Love                                    | William Eubank              | Gunner Wright                                                         | Statele Unite ale Americii                                                                    | Drama                          |
| Mardock Scramble: The Second Combustion | Susumu Kudo                 |                                                                       | Japonia                                                                                       | Anime film                     |
| Mars Needs Moms                         | Simon Wells                 | Seth Green, Joan Cusack, Elisabeth Harnois                            | Statele Unite ale Americii                                                                    | Animated Acțiune Comedie       |
| Paul                                    | Greg Mottola                | Simon Pegg, Nick Frost, Seth Rogen                                    | Regatul Unit al Marii Britanii și al Irlandei de Nord · Statele Unite ale Americii            | Comedy                         |
| Phase 7                                 | Nicolás Goldbart            | Daniel Hendler, Jazmín Stuart, Federico Luppi                         | Argentina                                                                                     | Comedy Thriller                |
| Priest                                  | Scott Stewart               | Paul Bettany, Karl Urban, Lily Collins                                | Statele Unite ale Americii                                                                    | Acțiune Groază                 |
| The Prodigies                           | Antoine Charreyron          | Jeffrey Evan Thomas, Lauren Ashley Carter, Moon Dailly                | Franța                                                                                        | Animated                       |
| Quarantine 2: Terminal                  | John Pogue                  | Mercedes Masöhn, Josh Cooke                                           | Statele Unite ale Americii                                                                    | Groază                         |
| Ra.One                                  | Anubhav Sinha               | Shah Rukh Khan, Arjun Rampal, Kareena Kapoor                          | India                                                                                         | Acțiune superhero              |
| Real Steel                              | Shawn Levy                  | Hugh Jackman, Evangeline Lilly                                        | Statele Unite ale Americii                                                                    | Acțiune                        |
| Rise of the Planet of the Apes          | Rupert Wyatt                | James Franco, Andy Serkis                                             | Statele Unite ale Americii                                                                    | Acțiune Dramatic               |
| Source Code                             | Duncan Jones                | Jake Gyllenhaal, Vera Farmiga, Michelle Monaghan, Jeffrey Wright      | Franța · Statele Unite ale Americii                                                           | Thriller                       |
| Super 8                                 | J. J. Abrams                | Joel Courtney, Elle Fanning, Kyle Chandler                            | Canada · Statele Unite ale Americii                                                           | Mister Thriller                |
| The Thing                               | Matthijs van Heijningen Jr. | Mary Elizabeth Winstead, Joel Edgerton                                | Statele Unite ale Americii                                                                    | Groază                         |
| Transformers: Dark of the Moon          | Michael Bay                 | Shia LaBeouf, Rosie Huntington-Whiteley, Tyrese Gibson                | Statele Unite ale Americii                                                                    | Acțiune                        |
| X-Men: First Class                      | Matthew Vaughn              | James McAvoy, Michael Fassbender                                      | Statele Unite ale Americii                                                                    | Superhero                      |
|                                         |                             |                                                                       |                                                                                               |                                |

## Premii
Premiul Saturn
- Cel mai bun film SF: Planeta maimuțelor: Invazia

Premiul Nebula pentru cel mai bun roman
- Among Others de Jo Walton

Premiul Hugo pentru cel mai bun roman
- Blackout/All Clear de Connie Willis